# 小山朝子
小山 朝子（こやま あさこ）は、日本の介護ジャーナリスト、介護福祉士。

## 来歴
東京都目黒区出身。祖父は洋画家の古茂田守介、母は銅版画家の古茂田杏子、叔父は録音技師の古茂田耕吉。
20代から約10年にわたり洋画家の祖母・古茂田美津子を介護する一方、約20年にわたり介護現場を取材し、「介護ジャーナリスト」として活動。
介護体験者・ジャーナリスト・介護職の視点から各地で講演。執筆活動のほか、テレビや雑誌等を通して、独自の論を展開している。

## 賞歴・審査員など
- 2006年　財団法人日本訪問看護振興財団「在宅ケア・訪問看護エッセイ」最優秀賞受賞
- 2008年　東京大学医療政策人材養成講座第4期修了
- 2010～2012年　目黒区地域福祉審議会委員
- 2013年 第6回 介護作文・フォトコンテスト（全国老人福祉施設協議会）特別審査員

## 役職
- 日本在宅ホスピス協会役員
- 高齢者アクティビティ開発センター講師・評議員
- 東京都福祉サービス第三者評価認証評価者
- All About(オールアバウト)「介護福祉士」ガイドなど

## ラジオ番組
- 知ればナットク、認知症（ラジオNIKKEI）第1放送 毎週水曜日 16:45～17:15、2016年4月6日 - 2016年6月29日）

## 主な著書
- ノンフィクション『朝子の介護奮戦記』
- 『要介護4・5の人のケア』（イラスト図解アイデア介護シリーズ）
- 『自立をささえるケア』（イラスト図解アイデア介護シリーズ）
- 『認知症の人のケア』（イラスト図解アイデア介護シリーズ）
- 『転倒を防ぐ知恵』（イラスト図解アイデア介護シリーズ）
- 『介護サービスの利用のしかた』（イラスト図解アイデア介護シリーズ）
- 『ケアマネジャーになりたい人の本』
- 『ワーク介護バランス(全3巻)』
- 『なぜ介護殺人は起きるのか』（監修）
- 『介護というお仕事　［世の中への扉］』（講談社）

## 共著
- 『介護サービスの選び方・使い方 【50のコツ】』